# 品川区立第二延山小学校
品川区立第二延山小学校（しながわくりつだいにえんざんしょうがっこう）は、品川区旗の台の第一種文教地区に指定された地域に所在する区立小学校である。

## 概要
1928年、第二延山尋常小学校として、東京府荏原郡荏原町大字中延の延山尋常小学校分校跡地（現在の昭和医科大学上條記念館あたり）に仮校舎で開校した。
(なお、1928年には、近隣の西小山駅の開設、昭和医学専門学校（現：昭和医科大学）の開校や荏原警察署の設置がなされている。)
地方の府県知事を務めた者や内務官僚の人達の住宅地の地域に、その人達の信頼に値する小学校をとのことで、東京府学務課が特に配慮して建設された小学校である。
新校舎が現所在地に完成したのち、移転をした。
のち、国民学校令により、第二延山尋常小学校は、第二延山国民学校となり、第二次世界大戦降伏後の学制改革によって、第二延山小学校となった。
現在は、小山小学校と共に、荏原第六中学校との一貫教育となっている。
昔は、城南の「学習院」と地域の人に呼ばれていたようである。現在、この地域の不動産の売り込みでは、第二延山小学校学区であることがウリにされることがある。
略称として「二延」が使用される。

### 施設・環境
- 敷地　8,826m2 [4]
- 校舎　延床面積 9,148m2[5]
- 運動場　50 x 70m [4]
- 理科室
- 家庭科室
- 図書室
- にじいろ教室
- 二延ふれあいルーム
- 校歴室
- PTA室
- ガレリア（玄関前の吹き抜け空間）
- 人工芝校庭[6]
- アリーナ（体育館）
- プール　25m 5レーン（屋上にある）
- 屋上庭園[7]

入学生徒増加により、1クラスあたりの生徒数が増加していたため、普通教室の増設について品川区議会文教委員会に取り上げられていた。数年間は、教員加増で対応していたが、令和4年度より、茶道室およびコンピュータ室を改修し、普通教室2教室分を増設した。増設された教室は、令和4年度の新2年生、新3年生の生徒により利用されている。現在は、1学年の学級数は、3もしくは4学級となっている
。

### 併設施設
- すまいるスクール第二延山[10]

すまいるスクール第二延山が開設される以前は、第二延山幼稚園が敷地内に存在した。

## 沿革
1928年12月1日　東京府荏原郡第二延山尋常小学校創立
　　　　　　　　延山小学校と小山小学校から児童を分離して授業開始
　　　　　　　　延山尋常小学校分校（平塚6丁目166番地）を仮校舎として授業を開始。
1929年2月4日　現在地に校舎竣工
1935年4月1日　旗台小学校が新設され、一部を分離
1941年6月13日　校歌を制定
1944年8月21日　集団疎開始まる
1953年4月1日　清水台小学校新設、学区を変更
1961年3月1日　校舎改築第一期落成
1962年3月1日　校舎改築第二期落成
1963年3月15日　校舎改築第三期落成
2001年9月5日　すまいるスクール第二延山開校式
2002年4月1日　国際理解教育推進校
2007年1月20日　新校舎落成記念式典挙行
2007年6月1日　校庭落成記念式挙行
2012年9月3日　新校庭（人工芝校庭）落成式挙行
2017年4月1日　品川コミュニティ・スクール指定

### 卒業生総数
15,932名（令和3年度まで）

## 校章
1928年12月1日に制定。
第二延山小学校のある荏原の地は昔、荏胡麻の多いところだった。
この荏胡麻の葉をとり、線は、第二延山の「二」を表し、「延山」と組みあわせたものである。
この図案は初代校長の古澤岩三郎が考えたものである。

## 児童数および学級数
児童数 653名、学級数　20（2022年5月1日現在）。
児童数は、開校当時705名、昭和17年頃は2,118名であった。

## 校歌
風巻景次郎作詞、信時潔作曲。
両名とも東京音楽学校教授であった。

## 教育理念
自学共生

### 教育目標
進んで学習する子・協力し助け合う子・心も体もたくましい子
昭和49年に定められた昔の教育目標は、「心身をきたえる子、思いやりのある子、自ら学ぶ子」であった
。
なお、「自ら学ぶ」と刻まれた記念碑が、北側の裏門に現在も建っている。

### 小中連携グループの一貫教育目標
自立した精神をもち、助け合って生きる適応力のある児童を育てる

## 学校生活

### 教育内容
3学期制。
ほぼ週5日。月1回程度土曜日授業がある。1コマの授業は、45分。
登校時間は、8時15分 - 8時20分。
ほぼ毎日宿題が出される。「二延スタンダード」という学習規律・生活規律が存在し、時と場に応じた礼節を身に付けた児童の育成を行っている。

### 使用教科書（令和2年度 - 5年度）
- 国語　「国語」　光村図書
- 書写　「書写」　光村図書
- 社会　「尚学社会」　教育出版
- 地図　「楽しく学ぶ 小学生の地図帳」　帝国書院
- 算数　「わくわく 算数」　啓林館
- 理科　「楽しい理科」　大日本図書
- 生活　「せいかつ」　教育出版
- 音楽　「尚学音楽 音楽のおくりもの」　教育出版
- 図画工作　「図画工作」　開隆堂
- 家庭科　「あたらしい家庭科」　東京書籍
- 保健　「小学保険」　光文書院
- 英語　「NEW HRIZON Elementary English」　東京書籍
- 特別の教科道徳　「新・みんなの道徳」　学研教育みらい

### 土曜授業
原則として第3土曜日に行われる(午前中授業、給食なし）。

## 学校行事
4月　始業式・入学式、交通安全教室（1年）、1年生を迎える会、離任式
5月　全校校外学習、個人面談、体力アップ週間、町探検（3年）、茶道学習（3，4年）、スチューデント・シティ（6年）、日光移動教室（6年）、避難訓練一斉下校
6月　あじさい読書週間、プール開き、学校公開、CAP（3年）、みんなの下水道教室（4年）
7月　町探検（2年）、工学院大学環境学習（4年）、箏体験（5年）、 終業式、個人面談・三者面談
8月 　夏季水泳指導、林間学校（5年）、復習教室
9月　始業式、夏休み作品展
10月 　運動会、学校説明会、全校校外学習、校外学習（1，2年）
11月 　どんぐり読書週間、工場見学（3年）、イングリッシュキャンプ（4年）、プログラミング（4，5年）、空手体験（5，6年）、昭和大学体験学習（5年）、命のつながり授業（6年）
12月 　開校記念日、二延まつり、餅つき大会、食育授業（3年）、お箏教室（5年）、空手体験（5，6年）、終業式
1月 　書初め展、体力アップ週間、消防署見学（3年）
2月 　新1年生保護者会、学習発表会、租税教室（6年）、夢の実現（6年）
3月　6年生を送る会、感謝の会（6年）、模擬選挙事業（6年）、卒業式・修了式

## クラブ活動
令和4年度のクラブには、屋外運動、屋内運動、ダンス、オリパラ、書道、茶道、お箏、家庭科、科学、アート、テーブルゲーム、プログラミング　がある。

### 特別クラブ
- 二延音楽隊

二延音楽隊は、４年生以上の有志による吹奏楽の課外クラブであり、約40名が所属。
2008年に課外クラブとして発足。始まりは、2007年課外クラブの音楽倶楽部において、吹奏楽を入れたことがきっかけとなっている。
活動は、平日火曜―金曜、朝7時45分から8時10分。なお、金曜日は合唱。演奏楽器は、打楽器、クラリネット、フルート、トランペット、サックス、ホルン、ユーフォニアム、トロンボーン、チューバである。
入学式や6年生を送る会などで演奏、スプリングコンサートなどの演奏会も実施。コロナ禍前、ふるさと祭り等での演奏も行っていた。

## 卒業生の進路
学区域が品川区立荏原第六中学校と重なるため、最も多い進学先は、品川区立荏原第六中学校となっている。学校制度を利用して、他の品川区立中学校への進学する生徒もいる。国・都・私立中学校への進学者の割合は年によって異なるが、3割から5割程度である。令和3年度の卒業生の場合は、卒業生の約半数が、品川区立中学校外に進学している。

## 年額費用
新入学生向けの学校説明会で配布される第二延山小学校の学校案内には、5万円前後の金額が記載されている。

## 著名人の来校や特別授業
視察や取材が学校に時折入ることがある。最近数年間の例では、NHK、日本テレビ、品川ねっとTVによる取材があった。また、著名な方による授業や講演会が催されることがあり、校内に来校者のサインなどが飾られている（野口みずき、小谷実可子、池上彰、スマイルジャパン、ヨーコゼッターランド　など）。

## 第二延山小学校PTA
第二延山小学校PTA設立は、昭和23年4月1日 。 
令和4年度現在、PTA会長は第25代目である。「子供たちの笑顔のために、そして大人たちのワクワクのために」というフレーズのもと活動中 。
2020年には、PTAが主体となって、二延フルマラソンチャレンジというイベントを実施。このイベントが縁で、アテネオリンピック女子マラソン金メダリストの野口みずきの来校を実現した。このイベントは、東京都小学校PTA協議会の活動事例発表や品川区のオリンピック・パラリンピック教育の事例記事にて紹介された。

## 品川コミュニティスクールでの支援
支援内容は、家庭科ミシン、市民科茶道の授業補助、キャリア学習、図書ボランティア（ブックママ）
、地域未来塾、町たんけん受け入れ、昭和大学との連携、環境整備（ガーデニングボランティア）
などとなっている。

## 学外クラブ
第二延山小学校の校庭、体育館で練習している学外クラブとしては、二延マリンズ、旗の台クラブ、延山ユナイテッドFCなどがある。いずれも、二延の一部生徒が在籍している。二延マリンズや旗の台クラブで獲得した賞状やトロフィーは校内に飾られている。

## 通学区域
東京都品川区
- 小山6丁目（全域）
- 小山7丁目（全域）
- 荏原6丁目（全域）
- 荏原7丁目（全域）
- 旗の台1丁目（1番、2番）
- 旗の台1丁目（6番 - 9番）
- 旗の台6丁目（1番 - 7番）
- 旗の台6丁目（13番 - 19番）

品川区の学校選択制により、通学区域の児童・生徒を受け入れた後に、受入可能児童数に余裕がある場合に、他の通学区域からも児童を受け入れる場合もある。令和4年新入学については、通学区域外からの児童の受け入れはなかった。。

## 交通アクセス
- 東急大井町線「旗の台駅」東口より徒歩8分
- 東急目黒線「西小山駅」より徒歩10分

## 著名な出身者
- 羽田孜　第80代内閣総理大臣
- 古井由吉　芥川賞受賞作家[35]
- 風間完　挿絵画家[36]
- 渡辺晋　渡辺プロダクション創業者
- 松平康隆 男子バレーボール1972年ミュンヘンオリンピック優勝監督[37]
- 梶芽衣子 女優 [38]
- 八木沼純子　1988年カルガリーオリンピックフィギュアスケート女子シングル日本代表[39]

## 戦時下における二延

### 集団疎開
1944年と1945年に、第二延山国民学校初等科3年生から6年生の4学年の集団疎開が行われた。
| -----      | 出発日        | 疎開先         | 学童数 | 帰京日         |
| ---------- | ------------- | -------------- | ------ | -------------- |
| 第一次疎開 | 1944年8月21日 | 静岡県・上野村 | 約600  | ---            |
| 再疎開     | 1945年7月10日 | 青森県・黒石町 | ---    | 1945年10月20日 |
| 第二次疎開 | 1945年4月24日 | 富山県・宮川村 | 166    | 1945年10月23日 |

静岡県富士郡上野村上条の大石寺へ3年生から6年生まで12学級、およそ600人の児童、付き添いの教師16名が疎開。昭和19年8月21日から20年7月10日の間、境内にある12の坊に分宿疎開していた。
静岡県での空襲や艦砲射撃が激しくなってきたため、富士宮から、富士・東京を経由して青森へ再疎開することとなった。列車での移動にて、途中学童に動揺を与えないよう、焼け野原と化した東京は夜中に通り、品川駅の停車も10分に限られた。
再疎開先の青森県南津軽郡黒石町にて学童を引き受けた寺は、妙経寺、保福寺、感随寺、来迎寺である。
妙経寺の約100名余、後70名は10月18日までいた。感随寺と来迎寺に　妙経寺の学童が30名ほどそれぞれ分宿し、保福寺には、引率7名、80名あまりの学童が宿泊していた。

### 1945年の卒業式
東京大空襲の翌日の1945年3月11日、卒業式を打ち抜き室で実施中、開式後卒業証書授与が総代に校長から手渡すと同時にけたたましい空襲警報が鳴り、卒業式は中止され、生徒は下校した。その後、証書を手渡す機会は訪れなかった。
1998年には、1945年3月の卒業生で卒業証書を受け取ってない方に対して、学校より呼びかけを行った。

## 学校周辺
- 荏原南公園
- 昭和医科大学
- 昭和医科大学病院
- 昭和医科大学附属看護専門学校
- 品川区立清水台小学校
- 香蘭女学院
- 清水台保育園
- 帝京にしき幼稚園
- 洗足うさぎ幼稚園
- 摩耶寺
- 小山八幡神社
- 荏原警察署